# Epithemis mariae
Epithemis mariae – gatunek ważki z rodziny ważkowatych (Libellulidae). Endemit Ghatów Zachodnich w południowo-zachodnich Indiach.